# Valentina Sidorova
Valentina Sidorova   (Moscou, 4 de maig de 1954 - Moscou, 9 de juny de 2021), de soltera Burotxkina, fou una tiradora d'esgrima russa, especialista en floret, que va competir sota bandera de la Unió Soviètica durant les dècades de 1970 i 1980.
El 1976 va prendre part en els Jocs Olímpics d'Estiu de Mont-real, on va disputar dues proves del programa d'esgrima. En la prova del floret per equips guanyà la medalla d'or, mentre la del floret individual quedà eliminada en sèries. Quatre anys més tard, als Jocs de Moscou, guanyà la medalla de plata en la prova del floret per equips, mentre la del floret individual quedà eliminada en sèries.
En el seu palmarès també destaquen dotze medalles al Campionat del món d'esgrima, nou d'or, dues de plata i una de bronze, entre les edicions de 1974 i 1986. També guanyà quatre medalles a les Universíades, dues d'or i dues de plata, entre el 1973 i el 1979 i el 1984 guanyà la medalla de plata en els Jocs de l'Amistat. Guanyà sis campionats soviètics de floret individual, el 1973, 1976, 1977, 1981, 1982 i 1986.
Una vegada retirada passà a exercir tasques d'entrenadora. El 2019 fou inclosa al Saló de la Fama de la Federació Internacional d'Esgrima.